# Brian Varga
Brian Varga (Regina, Saskatchewan, 1961. június 28. –) kanadai profi jégkorongozó.

## Pályafutása
Komolyabb junior karrierjét a Western Hockey League-ben, a Regina Patsben kezdte, ahol 1981-ig játszott. Második szezonjában már 118 pontot szerzett és a következőben 160-at amivel pontkirály lett. 1980-ban megnyerték a WHL-bajnoki címet, a President's kupát és indulhattak a Memorial-kupáért, de ott nem sikerült győzniük. Jó teljesítmény ellenére nem draftolta National Hockey League-es csapat. Az utolsó junior évében a WHL-ben, a Medicine Hat Tigersben játszott. Junior korszaka után visszavonult az aktív játéktól egészen 1985-ig. Ekkor a német bajnokságba, az SV Bayreuth-ba igazolt, majd szezon közben a másodosztályú ERC Sonthofen-be játszott. Ezután egy év szünet majd jött a harmadosztály, majd újra egy szinttel feljebb, végül újabb egy év szünet után a harmadosztályú Deggendorfer EC-ből vonult vissza 1992-ben.

## Díjai
- President's kupa: 1980
- Bob Clarke-trófea: 1981